# 阿布拉姆·斯卢茨基
阿布拉姆·阿罗诺维奇·斯卢茨基（俄语：Абра́м Аро́нович Слу́цкий；1898年7月—1938年2月17日），苏联契卡对外情报处处长，二等国家保安委員。犹太人。
1898年出生在乌克兰切尔尼戈夫州的一个犹太人家庭里。年轻的时候最早是金属工人，后来成为棉花加工厂的会计。一战期间应征加入沙俄军队。1917年加入布尔什维克党。在俄国内战期间他为苏联红军效力，1920年进入内務人民委員部附属国家政治局工作。凭借其和蔼的性格迅速升迁。
斯卢茨基任内对白军残余势力和托洛茨基主义者进行搜捕和镇压，其中包括对白军领袖叶夫根尼·米勒的绑架；对公开与苏联决裂的托洛茨基主义者伊格纳茨·赖斯的暗杀等等。曾获得红旗勋章。根据亚历山大·奥尔洛夫在《斯大林肃反秘史》中的说法，他还参与第一次莫斯科审判中提供虚假的证据，以证明受审者有罪。亚历山大·奥尔洛夫和沃尔特·克里维茨基原本都是他手下的间谍，后来叛逃到了国外。
1937年，斯卢茨基的上司亨里希·雅戈达被逮捕，随即亚果达的位置被尼古拉·叶若夫取代。叶若夫对亚果达在契卡中的旧部进行清洗，斯卢茨基幸免于难。但他在次年突然死在叶若夫副手米哈伊尔·弗里诺夫斯基的家中。在1939年叶若夫被捕后，叶若夫承认自己指使副手列昂尼德·扎科夫斯基将斯卢茨基用氰化钾毒死。
1939年被认定为阶级敌人，开除出党。不久恢复名誉。葬于莫斯科新圣女修道院。